# Le talent n'a pas d'âge
Le talent n'a pas d'âge est le cinquième épisode de la série télévisée américaine Glee. L'épisode est diffusé pour la première fois sur la chaîne Fox le 30 septembre 2009, est écrit par le cocréateur Ian Brennan et réalisé par le producteur exécutif Brad Falchuk. L'épisode est centré sur le directeur du Glee club, Will Schuester (Matthew Morrison) qui recrute la star April Rhodes (Kristin Chenoweth) afin d'améliorer les chances du club sans la présence de Rachel (Lea Michele). Finn flirte avec Rachel dans une tentative de la convaincre de revenir, et bien que Rachel soit en colère quand elle découvre que la petite amie de Finn est enceinte, elle rejoint finalement le club.
Quatre enregistrements studio des chansons de cet épisode sont parus, en single, disponible en téléchargement numérique et deux apparaissent sur l'album Glee: The Music, Volume 1.
L'épisode est vu par 7,32 millions de téléspectateurs américains et reçoit globalement des critiques positives, avec l'apparition de Chenoweth et la reprise du célèbre hit Somebody to Love de Queen. Raymund Flandez de The Wall Street Journal, Mike Hale du New York Times et Denise Martin du Los Angeles Time considèrent tous Somebody to Love comme la meilleure prestation depuis celle de Don't Stop Believing dans l'épisode pilote.